# Islas Caimán en los Juegos Olímpicos de Atlanta 1996
Las Islas Caimán estuvieron representadas en los Juegos Olímpicos de Atlanta 1996 por nueve deportistas, ocho hombres y una mujer, que compitieron en tres deportes.
El portador de la bandera en la ceremonia de apertura fue el regatista Carson Ebanks. El equipo olímpico no obtuvo ninguna medalla en estos Juegos.